# Gustav Mahlerplein

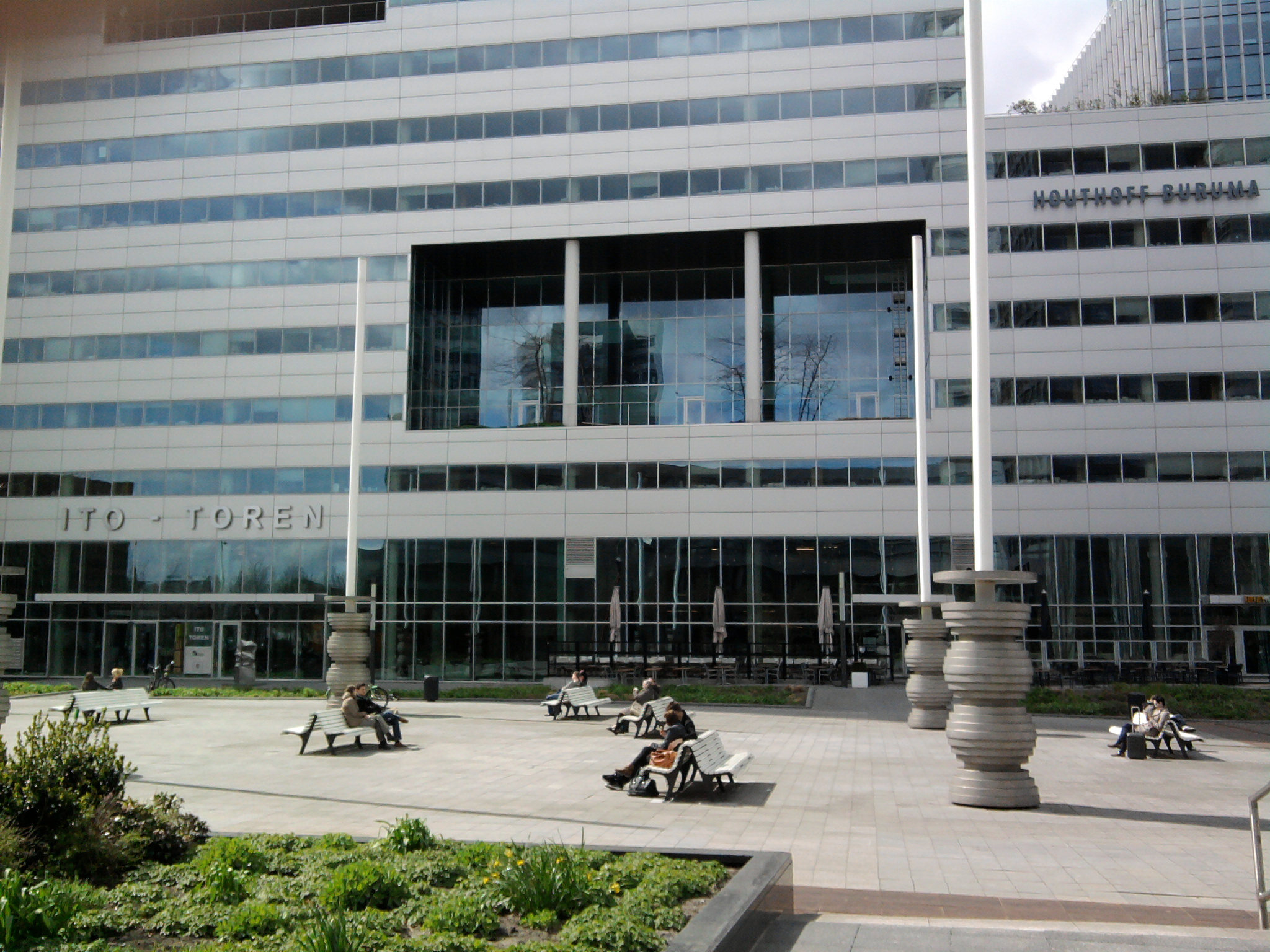
Het Gustav Mahlerplein in 2007, voor de herinrichting.

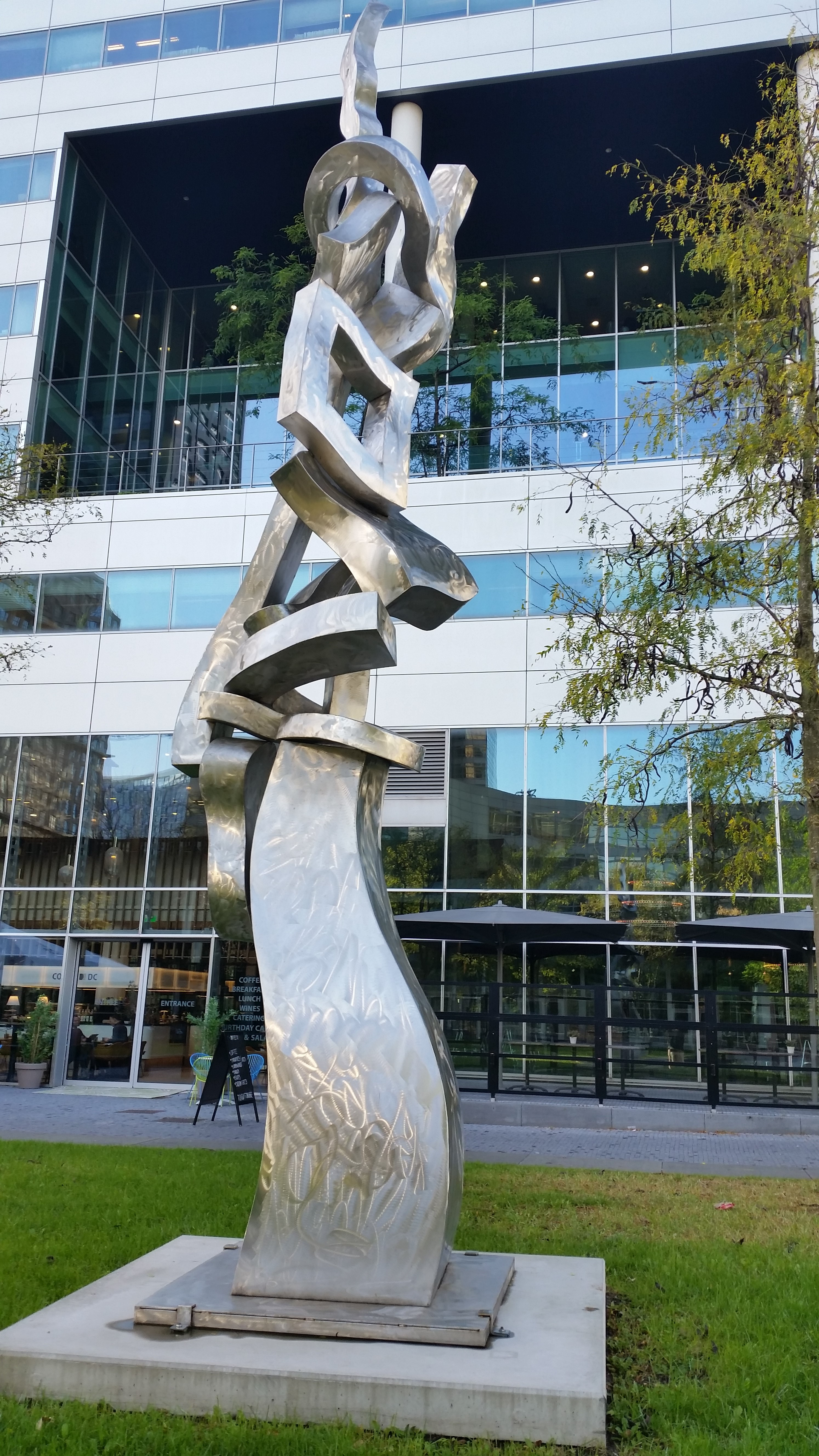
Menhir Tower van Hans Van de Bovenkamp (november 2018)

Het Gustav Mahlerplein is een plein annex voetgangersgebied in Amsterdam-Zuid. Het plein werd op 17 december 2002 vernoemd naar componist/dirigent Gustav Mahler. Alle straten en plein in de buurt zijn vernoemd naar componisten.

## Ligging en geschiedenis
Het plein, dat noord-zuid ligt wordt aan de noordzijde begrensd door het zuidelijke deel van de Rijksweg 10, ook wel Ringweg-Zuid genoemd. Ze wordt vervolgens doorsneden door de Gustav Mahlerlaan om te eindigen aan de George Gershwinlaan. In het noorden lopen de Arnold Schönberglaan en Claude Debussylaan dood op het plein. Het werd aangelegd in het kader van deelproject Mahler4 in het totaalproject Zuidas.
Het plein functioneert ook als zuidelijk stationsplein voor het station Amsterdam Zuid en metrostation Amsterdam Zuid die beide tussen de beide rijrichtingen van de Rijksweg 10 liggen. Via een een corridor onder de rijksweg, treinsporen, metrosporen en bijbehorende perrons staat het in verbinding met het Zuidplein dat al te zien was op Plan Zuid; de zogenaamde Minerva-as. Naar het zuiden toe heeft het via het George Gershwinplein en de Lex van Deldenbrug een verbinding met De Boelelaan, een belangrijke verkeersader in de wijk Buitenveldert.
De bebouwing rondom het plein werd in relatief korte tijd uit de grond gestampt. Het plein werd ingericht als een betontegelvlakte met verspreid geplaatste zitbanken en kunstobjecten in de vorm van schijfsculpturen met uitstekende masten. Toenemende parkeerproblemen voor fietsers bij zowel het trein- en metrostation als langs de Gustav Mahlerlaan deden de gemeente en betrokken instanties er in 2013 toe besluiten een ondergrondse fietsparkeergarage aan te leggen. De Fietsenstalling Mahlerplein werd in 2016 in gebruik genomen. Bovengronds werd tevens de openbare ruimte heringericht. Er werden verhoogde grasvelden met zitranden en bomen geplaatst om het groene karakter te vergroten en windhinder te laten afnemen. Gelijktijdig met de bouw van de ondergrondse fietsenstalling besloot ABN AMRO, die hier haar hoofdkantoor heeft, een paviljoen te laten bouwen op de aangrenzende grond zodat hun gebouw een betere aansluiting met het plein zou krijgen.

## Gebouwen
Het plein is omringd met kantoorgebouwen met hier en daar een horecagelegenheid; bijna alle gerealiseerd in de 21e eeuw. Het oudste gebouw dateert uit 1978 en is het station Amsterdam Zuid, dat ook al geprojecteerd als Zuiderstation was in Plan Zuid, maar pas veel later gerealiseerd werd. Later in 1990 werd het station uitgebreid met het metrostationgedeelte. Aan de oostzijde van het plein staat het hoofdkantoor van de ABN AMRO. Ander opvallende gebouwen aan het plein en laan zijn de Ito-toren en Viñoly.

## Kunst
Sinds de oplevering wordt het plein regelmatig gebruikt voor tentoonstellingen van kunstvoorwerpen in het kader van ArtZuid. In het verleden lag hier het schip Fortuna van Leonard van Munster, maar dit verdween weer door de bouw van de ondergrondse fietsenstalling. In 2016 kwam Palace Ruin van James Beckett het plein opsieren; het was een verkleinde weergave van de resten van het Paleis voor Volksvlijt, dat elders in de stad stond en in 1929 afbrandde. Het stond er een aantal maanden. In het kader van ArtZuid 2017 kwamen er drie sculpturen van Hans Van de Bovenkamp in de groenstroken. Ze waren niet specifiek voor het plein gemaakt, maar de stichting ArtZuid zag in de abstracte vormgeving een te vormen contrast met de rechte-lijnenarchitectuur van de kantoorgebouwen, alleen het genoemde hoofdkantoor heeft ronde vormen. De drie roestvast stalen plastieken kregen titels mee als Ode to Mingus (2006), Menhir Tower (2008) en Spire (2010). Die drie beelden bleven ook in 2018 staan; daarna verdwenen ze geruisloos.

## Openbaar vervoer
Aan de noordkant van het plein ligt het station Zuid, met NS-treinen en drie metrolijnen: metrolijn 50 (de Ringlijn), metrolijn 51, en metrolijn 52 (de Noord/Zuidlijn).
Aan de zuidzijde stopt op de Gustav Mahlerlaan de door een particulier gefinanciërde Gelderlandpleinlijn-buslijn die de Zuidas en winkelcentrum Gelderlandplein met elkaar verbindt. In de toekomst zullen tramlijnen die zich nu op de Strawinskylaan aan de noordkant van Station Zuid bevinden verplaatst worden naar een nieuwe tramhalte op de Arnold Schönberglaan, direct aan het Gustav Mahlerplein, als onderdeel van Zuidasdok.